# Beausaint
Beausaint (en wallon Baissin) est une section de la ville belge de La Roche-en-Ardenne située en Wallonie dans la province de Luxembourg.
C'était une commune à part entière avant la fusion des communes de 1977.
Beausaint n'est une commune de la province de Luxembourg que depuis 1839. Elle fut créée en 1823 par la réunion des anciennes communes du département de Sambre-et-Meuse de Beausaint et Vecmont.
La commune de Vecmont rassemblait les villages de Mierchamps, Ronchamps, Ronchampay, et Vecmont, tous situés sur les hauteurs, non loin de la vallée du Bronze.

## Évolution démographique
- Source: DGS, 1831 à 1970=recensements population, 1976= habitants au 31 décembre